# Megan Guarnier
Megan Guarnier (Glens Falls, 4 maggio 1985) è un'ex ciclista su strada statunitense, attiva tra le Elite dal 2007 al 2019. Tre volte campionessa nazionale in linea, si è classificata terza ai campionati del mondo 2015 e ha vinto il Giro d'Italia 2016 e la classifica individuale del Women's World Tour 2016.

## Palmarès
- 2011 (Team TIBCO/To the Top, due vittorie)

2ª tappa Joe Martin Stage Race
Classifica generale Giro della Toscana-Memorial Fanini
- 2012 (Team TIBCO/To the Top, quattro vittorie)

Prologo Redlands Bicycle Classic
2ª tappa Redlands Bicycle Classic
6ª tappa Nature Valley Grand Prix
Campionati statunitensi, Prova in linea
- 2015 (Boels-Dolmans Cycling Team, sei vittorie)

Strade Bianche
Campionati statunitensi, Prova in linea
1ª tappa Emakumeen Euskal Bira (Arrasate > Arrasate)
2ª tappa Giro d'Italia (Gaiarine > San Fior)
2ª tappa Tour of Norway (Strömstad > Halden)
Classifica generale Tour of Norway
- 2016 (Boels-Dolmans Cycling Team, sette vittorie)

Durango-Durango Emakumeen Saria
4ª tappa Emakumeen Euskal Bira (Portugalete > Portugalete)
1ª tappa Tour of California (South Lake Tahoe > South Lake Tahoe)
Classifica generale Tour of California
Campionati statunitensi, Prova in linea
Philadelphia International Cycling Classic
Classifica generale Giro d'Italia
- 2017 (Boels-Dolmans Cycling Team, tre vittorie)

1ª tappa Tour of California (South Lake Tahoe > South Lake Tahoe)
8ª tappa Giro d'Italia (Torre del Greco > Torre del Greco)
3ª tappa Tour of Norway (Svinesund > Halden)
- 2018 (Boels-Dolmans Cycling Team, due vittorie)

2ª tappa Tour de Yorkshire (Barnsley > Ilkley)
Classifica generale Tour de Yorkshire

### Altri successi
- 2015 (Boels-Dolmans Cycling Team)

1ª tappa Tour of New Zealand (Masterton, cronosquadre)
Classifica a punti Giro d'Italia
- 2016 (Boels-Dolmans Cycling Team)

Classifica a punti Tour of California
Classifica a punti Giro d'Italia
Classifica finale Women's World Tour
- 2017 (Boels-Dolmans Cycling Team)

1ª tappa Giro d'Italia (Aquileia > Grado, cronosquadre)
- 2018 (Boels-Dolmans Cycling Team)

Classifica scalatrici Tour de Yorkshire

## Piazzamenti

### Grandi Giri
- Giro d'Italia

2009: 70ª
2013: 15ª
2014: 7ª
2015: 3ª
2016: vincitrice
2017: 4ª
2018: 5ª

### Competizioni mondiali
- Campionati del mondo

Limburgo 2012 - In linea Elite: 33ª
Toscana 2013 - In linea Elite: 14ª
Ponferrada 2014 - In linea Elite: 47ª
Richmond 2015 - In linea Elite: 3ª
Doha 2016 - In linea Elite: 27ª
Bergen 2017 - Cronosquadre: 2ª
Bergen 2017 - In linea Elite: ritirata
Innsbruck 2018 - In linea Elite: 16ª
- Giochi olimpici

Rio de Janeiro 2016 - In linea: 11ª